# Вулиця Миколи Бажана (Хмельницький)
Вулиця Миколи Бажана — вулиця в місті Хмельницькому;
Розташована у південній частині міста, за залізницею, в мікрорайоні «Новий План № 2». Пролягає паралельно вул. Чорновола, від провулка Спортивного (від пивзаводу) до Проїздного провулку (корпусів машинобудівної компанії «АДВІС»), має переважно приватну забудову.

## Історія
Прокладена на початку ХХ ст., першу назву отримала в першій половині 1920-х років — вул. 30-ти загиблих (на честь червоноармійців, які загинули поблизу Проскурова під час громадянської війни). В 1940 р. вулицю перейменували на честь радянського льотчика-героя С. Леваневського. В 1946 р. отримала ім'я Фрідріха Енгельса. В 1991 р. перейменована на честь Миколи Бажана.